# Thomas Löffler
Thomas Löffler (ur. 1 maja 1989 w Hall in Tirol) – austriacki piłkarz występujący na pozycji pomocnika. Od lipca 2014 roku gra w zespole TSV Hartberg, do którego przeniósł się z drużyny Wacker Innsbruck. 